# Ahornsplintkäfer
Der Ahornsplintkäfer (Scolytus koenigi) ist ein Rüsselkäfer aus der Unterfamilie der Borkenkäfer (Scolytinae). Da er seine Brutsysteme in der Rinde der Wirtsbäume anlegt, wird er den Rindenbrütern zugerechnet.

## Merkmale
Die Käfer werden drei bis 4,5 Millimeter lang und haben einen schwarz gefärbten, walzenförmigen Körper. Der Halsschild ist groß und vorne verengt, die Basis und die Seiten sind kantig gerandet. Es verdeckt von oben gesehen nicht den Kopf. Die Stirn ist beim männlichen Käfer flach und dicht behaart, beim weiblichen Käfer dagegen gewölbt und kurz behaart (Sexualdimorphismus). Der Bauch steigt ab dem zweiten Sternit nahezu senkrecht an. Die dunkelbraun gefärbten Flügeldecken tragen einheitliche Punktreihen mit etwa gleich großen Punkten. Die Punkte des Halsschildes sind klein, dicht und nie zu Längsrunzeln verschmolzen. Die Fühler und Beine sind rotbraun.

## Verbreitung
Die Art ist in Süd- und Mitteleuropa sowie im südlichen europäischen Teil Russlands, dem Kaukasus und Skandinavien verbreitet.

## Lebensweise
Der Ahornsplintkäfer kommt vor allem an Ahornen (Acer) vor. Er besiedelt die Rinde der Bäume. Das Fraßbild ist ein relativ kurzer, 1,5 bis drei Zentimeter langer, einarmiger Muttergang (Längsgang). Die Larvengänge zweigen von diesem seitlich ab. Sie stehen meist sehr dicht und können bis 12 Zentimeter lang werden. Die Art verursacht keinen wirtschaftlichen Schaden.

## Systematik

### Synonyme
Aus der Literatur sind folgende Synonyme bekannt:
- Eccoptogaster siculus Eggers, 1908
- Scolytus koenigi Schevyrev, 1890
- Scolytus aceris Knotek, 1892